# شامل باساييف
شامل سلمانوفيتش باساييف (14 يناير 1965 - 10 يوليو 2006) قائد عسكري شيشاني شارك في حروب استقلال الشيشان عن روسيا.
بدأ قائدًا ميدانيًا في جنوب القوقاز، حيث قاد حرب عصابات ضد القوات الروسية لسنوات، كما شارك في عملية احتجاز رهائن من المدنيين، بهدف انسحاب الجنود الروس من الشيشان. ومنذ عام 2003، استخدم باساييف الاسم الحركي الأمير عبد الله شامل أبو إدريس. كما تولى منصب نائب رئيس الوزراء في حكومة أصلان مسخادوف بين عامي 1997-1998.
اعتبر البعض أن باساييف الزعيم بلا منازع للجناح الراديكالي في المقاومة الشيشانية، وأنه المسؤول عن العديد من الهجمات المسلحة على قوات الأمن في الشيشان وحولها، إضافة إلى الهجمات على المدنيين، وأشهرها الهجوم على مدرسة بيسلان في أوسيتيا الشمالية، والذي أدى إلى وفاة أكثر من 385 شخصًا، معظمهم من الأطفال، وهجوم مسرح موسكو عام 2002. لذا فقد وصفته هيئة الإذاعة الأمريكية بأنه «أحد أكثر الإرهابيين المطلوبين في العالم»، وقد أدرجته الأمم المتحدة والولايات المتحدة والاتحاد الأوروبي على قوائم الإرهابيين.
قُتل باساييف في انفجار وقع في 10 يوليو 2006، ولا يزال هناك جدل حول المسؤول عن وفاته، ففي الوقت الذي يدعي فيه الروس أنه استهدف من قبل دائرة الأمن الفيدرالية الروسية، ينكر الشيشانيون ذلك، ويؤكدون أنه لقي حتفه في انفجار عرضي.[بحاجة لمصدر]

## نشأته
ولد شامل باساييف في قرية ديشني-فيدينو بالقرب من مدينة فيدينو في جنوب شرق الشيشان لأسرة من قبيلة بينوي الشيشانية، تتكون من الأبوين سلمان ونور باساييف وشقيقين شرفاني وإسلام وشقيقة واحدة زيناييدا.(1) وفقًا لغينادي تروشيف قائد القوات الروسية الأسبق في الشيشان، أنه ذو جذور روسية. وقد سمي بشامل تيمنًا بالإمام شامل الإمام الثالث لداغستان والشيشان، وآخر زعيم للمقاومة الآفارية الشيشانية ضد الروس في حرب القوقاز.
تخرج شامل من مدرسة ديشني-فيدينو في عام 1982، وهو في سن السابعة عشر، ثم قضى العامين التاليين في الخدمة العسكرية السوفييتية كرجل إطفاء في القوات الجوية الروسية. وعلى مدى السنوات الأربع التالية، عمل في مزرعة أكسياسكي الحكومية في فولغوغراد، قبل أن ينتقل إلى موسكو.
حاول شامل باسييف الالتحاق بكلية الحقوق في جامعة موسكو لكنه فشل، فالتحق بمعهد موسكو للهندسة بقسم إدارة الأراضي عام 1987، إلا أنه تم طرده لأدائه الدراسي السيئ عام 1988. وبين عامي 1988-1991، عمل بائعًا للحواسيب في موسكو، لدى رجل الأعمال الشيشاني سفيان تاراموف،(2) كما درس في المعهد الإسلامي في إسطنبول بين عامي 1989-1991.

## نشاطه العسكري

### البداية
عندما حاول بعض أعضاء الحكومة السوفييتية الانقلاب في أغسطس 1991، انضم باساييف إلى أنصار الرئيس الروسي بوريس يلتسين وراء المتاريس التي وضعت لحماية مبنى الحكومة الروسية في وسط موسكو، مسلحًا بالقنابل اليدوية.
وفي صيف 1991، ومع إعلان الزعيم الشيشاني القومي جوهر دوداييف استقلال الشيشان من جانب واحد عن الاتحاد الروسي الناشئ. أعلن يلتسين حالة الطوارئ، وأرسل قوات إلى الحدود مع الشيشان. فانضم شامل باساييف إلى الوحدات العسكرية التي شكلها المجلس الوطني لشعوب القوقاز.
بعد ذلك، تلقى باساييف ومئات المقاتلين الشيشان تدريبات في معسكرات تنظيم القاعدة في أفغانستان وباكستان. كما ادعى روهان غوناراتنا الإرهابي الدولي، أن باساييف وخطاب وأبو الوليد كانوا على علاقات وثيقة مع أسامة بن لادن، وساهموا في إقامة معسكرات تدريبية في الشيشان. ورغم ذلك، فشل روهان حتى الآن في ذكر أي دليل ملموس عن ادعاءاته، وفي توضيح طبيعة علاقته بأشخاص في تنظيم القاعدة، دون وجود قاسم مشترك بينهم.

### صراع ناجورني قرة باغ وأبخازيا
وفي عام 1992، أصبح قائدًا للوحدات العسكرية التابعة للمجلس الوطني، ثم انتقل إلى أذربيجان حيث حارب إلى جانب القوات الأذربيجانية في القتال ضد المقاتلين الأرمن في جيب مرتفعات قرة باغ. لكنه انسحب بقواته بعد فترة بعدما أحس أن القتال بدأ يتحول إلى صراع قوميات وليس جهادًا من أجل الإسلام. وخلال هذا الصراع تعرف على المجاهد العربي خطاب.
وفي نهاية عام 1992، سافر باساييف إلى أبخازيا، لمساعدة الحركة المحلية الانفصالية عن جورجيا ضد هجمات الحكومة الجورجية على أبخازيا، بحجة أن الأقلية الأبخازية تشن حملة تطهير عرقي للأغلبية الجورجية في أبخازيا، ثم أصبح باساييف قائدًا لقوات المتطوعين من عموم شعوب القوقاز، والذي كانت مشاركتهم حاسمة في الحرب، ففي أكتوبر 1993، ساهم باساييف في إلحاق هزيمة عسكرية حاسمة بالحكومة الجورجية في غاغرا، وسط مزاعم حول تلقي المقاتلين الشيشانيين لتدريب عسكري على يد خبراء عسكريين روس(3) خلال تلك الحرب. مما أدى إلى تهجير معظم السكان الجورجيين من المنطقة.
في مقابلة مع صحيفة "نيزافيسيمايا غازيتا" في 12 مارس 1996، نفى باساييف المعلومات التي تفيد بأنه تم تدريبه على أساس الفوج 345 المحمول جواً الروسي: "لم يدرس أي شيشاني هناك، لأنه لم يتم قبولهم".

### الحرب الشيشانية الأولى
بدأت الحرب الشيشانية الأولى عندما غزت القوات الروسية الشيشان في 11 ديسمبر 1994، لإسقاط حكومة جوهر دوداييف. ومع اندلاع الحرب، أصبح باساييف أحد قادة الجبهة الأمامية، ولعب دورًا ناجحًا مع كتيبته التي شاركت معه في الحرب في أبخازيا، وألحقوا خسائر كبيرة في القوات الروسية في معركة غروزني.
في 3 يونيو 1995، أسقطت غارة جوية روسية قنبلتين على منزل عم شامل باسييف، مما أدى إلى مقتل 12 شخصًا من أسرته، بينهم زوجته وطفله وشقيقته، كما قتل بعد ذلك أحد أشقائه في القتال. وفي محاولة لوقف الزحف الروسي، لجأت بعض القوات الشيشانية إلى سلسلة من الهجمات الموجهة ضد أهداف مدنية في عمق روسيا. قاد باساييف عملية احتجاز رهائن في مستشفى مدينة بوديونوفسك الروسية في 14 يونيو 1995، والتي احتجز فيها نحو 1,600 شخص لعدة أيام. وقد قتل ما لا يقل عن 129 مدني وجرح 415 آخرين أثناء محاولات القوات الخاصة الروسية المتكررة لإطلاق سراح الرهائن بالقوة. ورغم فشل باساييف في هدفه الرئيسي بسحب القوات الروسية من الشيشان، إلا أنه نجح في إيقاف التقدم الروسي، وفرض الشروع في محادثات سلام مع الحكومة الروسية، وتوفير الوقت للمقاومة الشيشانية لإعادة ترتيب صفوفها، ثم استطاع باساييف ومقاتليه العودة إلى الشيشان مستخدمين دروع بشرية، مما جعل منه بطلاً وطنيًا في الشيشان.
في 23 نوفمبر 1995، أعلن باساييف على قناة NTV الروسية، أنه هناك أربع حقائب بها مواد مشعة مخبأة داخل موسكو، مما جعل فرق الطوارئ الروسية تجوب المدينة للبحث عن اسطوانات السيزيوم، التي كان قد أخذها المقاتلون الشيشان من مستشفى بودينوفسك.
في أبريل 1996، تمت ترقيته إلى رتبة لواء وانتخب قائدًا للقوات الشيشانية المسلحة. في أغسطس 1996، قاد الهجوم الناجح لاستعادة غروزني بعد أن هزم الحامية الروسية للمدينة، مما أجبر حكومة يلتسين على التفاوض من أجل السلام، حيث أرسل ألكسندر ليبيد مستشار الأمن القومي الروسي لإبرام اتفاق السلام بين الشيشان والروس، والذي بموجبه حصل الشيشان على استقلال فعلي عن روسيا.

### ما بعد الحرب الشيشانية الأولى
في ديسمبر 1996، استقال شامل باساييف من رئاسة القوات الشيشانية المسلحة للمشاركة في انتخابات الرئاسة الشيشانية. أجريت الانتخابات في 27 يناير 1997، وفاز بنسبة 23.5% من أصوات الناخبين محتلاً المرتبة الثانية، فعينه الرئيس الشيشاني الأسبق أصلان مسخادوف نائبًا لرئيس الوزراء. وفي يناير 1998، عُيّن قائمًا بأعمال رئيس الوزراء لستة أشهر، تعرض خلالها للعديد من الانتقادات حول أسلوبه في الإدارة. وفي الوقت نفسه، أعلن باساييف عن عدم رضاه عن أسلوب مسخادوف في التفاوض مع روسيا، والذي
قد يدفع بالشيشان للعودة إلى الاتحاد الفيدرالي الروسي. وفي 7 يوليو 1998، استقال من منصبه كقائم بأعمال رئيس الوزراء. وخلال تلك الفترة، ألف شامل باساييف كتابه «المجاهدين».
انتخب باساييف في 26 أبريل 1998، رئيسًا للمجلس الوطني لشعوب القوقاز، والذي أعلن فيه أن هدفه تحرير شعوب القوقاز المسلمة من الهيمنة الروسية. وفي أغسطس 1999، اختير باساييف قائدًا لقوات مجلس شورى المجاهدين في القوقاز.

### حرب داغستان
في ديسمبر 1997، دعا مولادي أودوغوف زعيم حزب الأمة الإسلامية الشيشان إلى ضم أراضي داغستان المجاورة، مما جعل باساييف يعد «بتحرير» داغستان المجاورة من وضعها «كمستعمرة روسية».
وفقًا لعميل الاستخبارات الروسية السابق ألكساندر ليتفينينكو، فقد أجرى بوريس بيريزوفسكي مكالمة هاتفية مع الزعيم الشيشاني المسلم مولادي أودوغوف في عام 1999، قبل ستة أشهر من بداية القتال في داغستان، والتي تم تسريب نسخة منها لأحد الصحف في موسكو في 10 سبتمبر 1999. خلال المكالمة، اقترح أودوغوف بدء حرب في داغستان لاستفزاز روسيا، لإسقاط الرئيس الشيشاني أصلان مسخادوف وإقامة جمهورية إسلامية جديدة حليفة لروسيا بقيادة باساييف - أودوغوف. أكد بيريزوفسكي أنه رفض العرض، ولكن «أودوغوف وباساييف تآمرا مع سيرغي ستيباشين وبوتين لإشعال حرب للإطاحة بالرئيس مسخادوف... إلا أن هذا الاتفاق كان ينص على توقف الجيش الروسي عند نهر تيريك، ولكن بوتين عبر النهر إلى الشيشان وبدأ حربًا شاملة». إلا أن ليتفينينكو وبيريزوفسكي لم يقدما الأدلة الكافية لإثبات صحة إدعاءاتهما. ووصف الباحث هنري بلاتر-زيبريك، ليتفينينكو بأنه «رجل غير موثوق فيه» ومتعطش للفت الانتباه إليه، ولا يقدم دلائل على صحة ادعاءاته. كما زعم ليتفينينكو أيضًا أن ألكسندر فولوشين الشخصية الهامة في إدارة يلتسين، دفع لباساييف ليتوغل في داغستان، وأن باساييف كان يعمل لحساب الاستخبارات العسكرية الروسية حينها. وفقًا لهيئة الإذاعة البريطانية، فإن نظريات المؤامرة هي جزء أساسي من النهج السياسي لموسكو. عمومًا ففي أغسطس 1999، قاد باساييف وخطاب جيشًا من 1,400 جنديًا من المقاتلين الإسلاميين إلى داغستان في محاولة لمساعدة شعب داغستان ولإقامة جمهورية إسلامية شيشانية-داغستانية جديدة. لكن وبحلول نهاية الشهر، كانت القوات الروسية قد تمكنت من السيطرة على الوضع.

### الحرب الشيشانية الثانية

#### ذريعة بدأ الحرب
في أوائل سبتمبر 1999، وقعت سلسلة من تفجيرات المبان السكنية الروسية، مما أسفر عن مقتل 293 شخص، وأعلنت روسيا أنه عمل إرهابي يرجح أنه من تدبير الشيشانيين، وأن باساييف وخطاب وأشيميز غوشياييف هم المشتبه بهم الرئيسيين. وادعت روسيا أن الأخير ومجموعته تلقوا تدريبًا في معسكرات المتمردين الشيشان على يد اثنين من القادة الميدانيين العرب، وأن التفجيرات من تخطيط خطاب. وحكم على اثنين من مجموعة غوشياييف بالسجن مدى الحياة. ووفقًا لجهاز الأمن الاتحادي الروسي، فإن باساييف وخطاب كانا العقل المدبر لهذه الهجمات، وقد قتل خطاب، بينما لا يزال غوشياييف هاربًا.
ورغم نفي باساييف وخطاب مسؤوليتهما عن الحادث، ألقت الحكومة الروسية باللوم على الحكومة الشيشانية لسماحها لباساييف باستخدام الشيشان كقاعدة لعملياته. نفى الرئيس الشيشاني أصلان مسخادوف أي ضلوع للشيشان في الهجمات، وعرض القيام بحملة تطهير لأمراء الحرب المنشقين، وهو ما رفضته روسيا. وتعليقًا على الهجمات، قال شامل باساييف: «إن الانفجار الأخير الذي وقع في موسكو ليس من عملنا، ولكنه من تنفيذ داغستان. لقد روّعت روسيا داغستان علنا، فقد طوّقت ثلاث قرى في وسط داغستان، ولم تسمح حتى للنساء والأطفال بالمغادرة.» وقال خطاب، إن الهجمات جاءت ردًا على ما قام به الروس في كاراماخي وتشابنماخي القريتين الداغستانيتين، والتي يسكنهما الإسلاميين، واللتان قصفها الجيش الروسي. وذلك في الوقت الذي أعلنت فيه مجموعة تدعى «جيش تحرير داغستان» مسؤوليتها عن التفجيرات. ونتيجة للتفجيرات، وعد رئيس الوزراء الروسي الجديد فلاديمير بوتين، بشنّ حملة قاسية على الإرهابيين الشيشان، لتبدأ بذلك الحرب الشيشانية الثانية بحلول نهاية عام 1999.

#### الحرب
بدأت الحرب مع حصار غروزني في نهاية عام 1999، واستطاع الروس تحقيق النصر في ذلك الحصار بتفوقهم العددي، مما أدى لانسحاب المقاتلين الشيشان. وخلال الانسحاب من غروزني في يناير 2000، وطأ باساييف لغمًا أرضيًا، مما أفقده إحدى قدميه، وقد أذاعت شبكة NTV الروسية ورويترز، عملية بتر قدمه تلفزيونيًا، ورغم إصابته، استطاع الفرار مع المقاتلين إلى الغابات والجبال. ثم أعلن باساييف ترحيبه بالمتطوعين من المقاتلين الأجانب من أفغانستان والدول الإسلامية الأخرى، وشجعهم على الانضمام إلى القضية الشيشانية. وفي 4 أبريل 2000، أمر بإعدام تسعة جنود روس من وحدات الشرطة الخاصة، كانت روسيا قد رفضت مقايضتهم بالضابط «يوري بودانوف» الذي اعتقل بتهمة اغتصاب وقتل فتاة شيشانية تبلغ من العمر 18 عامًا. وفي ديسمبر 2000، تزوج باساييف زوجته الثالثة، وكان من بين من حضروا عرسه ثلاثة من الأسرى الروس.
وفقًا لوزارة الخارجية الأميركية، فقد تلقى باساييف تدريبًا في معسكرات تنظيم القاعدة في أفغانستان في عام 2001. كما تزعم الولايات المتحدة أيضًا أن باساييف وخطاب أرسلا مقاتلين للقتال مع تنظيم القاعدة وطالبان ضد قوات التحالف الشمالي في أفغانستان. وفي 2 يونيو 2001، عرض اللواء غينادي تورشيف القائد العام للقوات المسلحة الروسية في الشيشان آنذاك، مكافأة قدرها مليون دولار لمن يأتي برأس باساييف. وفي أغسطس 2001، قاد باساييف حملة واسعة النطاق في مقاطعة فيدينسكي، وادعى نائب قائد القوات الروسية في الشيشان، أن باساييف أصيب بجروح في اشتباك.

#### الهجمات الاستشهادية
في يناير 2002، قتل سلمان والد شامل باساييف على أيدي القوات الروسية. في مايو 2002، أعلنت روسيا عن مقتل باساييف، وهو ما سبق أن ادعاه الجيش الروسي عدة مرات قبل ذلك. وفي 2 نوفمبر 2002، ادعى باساييف على موقع إلكتروني، أنه المسؤول عن أزمة رهائن مسرح موسكو، كما أعلن عن استقالته من جميع مناصبه الرسمية في الحكومة الشيشانية، ووعد بهجمات جديدة، كما اعتذر أيضا إلى الرئيس الشيشاني المنتخب أصلان مسخادوف لعدم إبلاغه بالهجوم المخطط له، طالبًا منه المغفرة. وفي 27 ديسمبر 2002، اصطدمت سيارة محملة بالمتفجرات يقودها استشهاديين شيشان بمقر الحكومة في غروزني، مما أدى لسقوط المبنى المكون من أربعة طوابق، ومقتل نحو 80 شخصًا. ادعى باساييف مسؤوليته عن الحادث، وفي 24 فبراير 2003، نشر شريط فيديو للهجوم، وقال أنه فجرها بنفسه من خلال جهاز تحكم عن بعد. وفي 12 مايو 2003، فجّر استشهاديون شاحنة محملة بالمتفجرات في مجمع حكومي روسي في زنامينسكوي شمال الشيشان، مما أسفر عن مقتل 59 شخصا. وبعد يومين، حاولت امرأة اغتيال أحمد قديروف رئيس الإدارة الشيشانية التي عينتها موسكو، بتفجير نفسها، مما أسفر عن مقتلها و14 شخصًا؛ دون أن يصاب قاديروف بأذى. ادعى باساييف مسؤوليته عن الهجومين، وندد بهما مسخادوف.
من يونيو وحتى أغسطس 2003، أقام باساييف في بلدة باكسان في قبردينو - بلقاريا، إلا أنه وقع اشتباك بين المقاتلين ورجال الشرطة المحليين في باكسان، أدى إلى الكشف عن مكان اختباء باساييف، واستطاع باساييف النجاة رغم إصابته في ساقه، مما أسفر عن مقتل مسؤول في الشرطة المحلية. وفي 8 أغسطس 2003، أعلن وزير الخارجية الأمريكي كولن باول أن شامل باساييف يشكل تهديدًا لأمن الولايات المتحدة ومواطنيها. وفي أواخر عام 2003، أعلن باساييف مسؤوليته عن التفجيرات في كل من موسكو وييسينتوكي في ستافروبول كراي، وقال أنها تم تنفيذها من قبل المجموعة التي تعمل تحت إمرته.

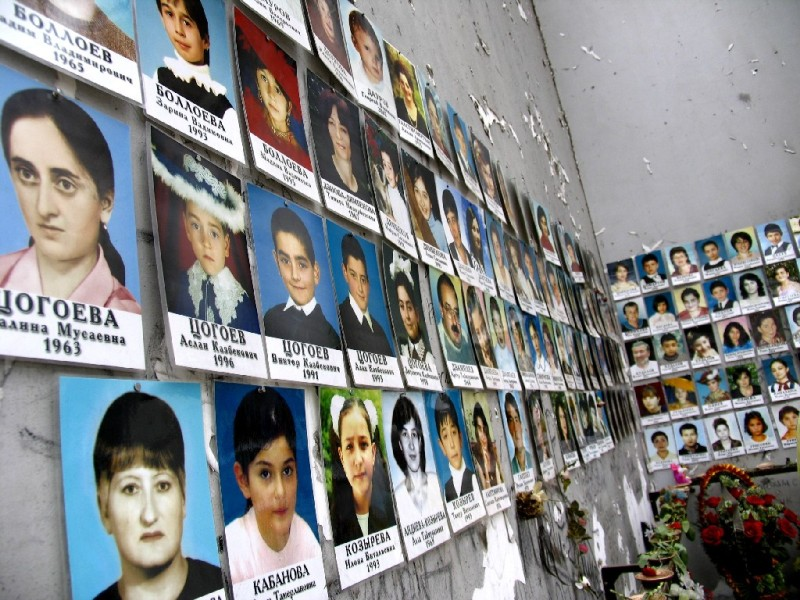
صور ضحايا هجوم مدرسة بيسلان.

وفي 9 مايو 2004، اغتيل أحمد قديروف الرئيس الشيشاني الموالي لروسيا في غروزني في هجوم بقنبلة، وقد ادعى باساييف في وقت لاحق مسؤوليته عن الحادث. أصيب في ذاك الحادث قائد القوات العسكرية الروسية في الشيشان، الذي فقد ساقه؛ وقال باساييف بأنه «انتصار صغير، لكنه مهم». كما اتُهم باساييف بقيادته الهجوم على نازران بجمهورية إنغوشيا في 21 يونيو 2004، الذي استهدف مبنى وزاري هناك، وأدى لمقتل 92 شخص من بينهم نائب وزير داخلية إنغوشيا، واحتراق مبنى الوزارة.
وفي سبتمبر 2004، أعلن باساييف مسؤوليته عن حصار مدرسة بيسلان والذي راح ضحيته أكثر من 350 شخص معظمهم من الأطفال، وجرح مئات آخرين. أعلنت الحكومة الروسية عن مكافأة قدرها 300 مليون روبل (حوالي 10 ملايين دولار أمريكي) لمن يدلي بمعلومات تؤدي إلى إلقاء القبض على باساييف.
في 17 سبتمبر 2004، أصدرت باساييف بيانًا أعلن فيه مسؤوليته عن حصار المدرسة، وفي البيان، وصف مذبحة بيسلان بأنها «مأساة رهيبة»، ووجه اللوم على الرئيس الروسي فلاديمير بوتين. كما أعلن باساييف عن مسؤوليته عن الهجمات التي وقعت خلال الفترة الماضية، والتي تضمنت تفجير محطة مترو في موسكو، وتفجير طائرة روسية في الجو في أغسطس 2004، وقال أنه خلال أزمة بيسلان، عرض على بوتين «الاستقلال مقابل الأمن».
في 3 فبراير 2005، أعلنت القناة الرابعة البريطانية أنها ستبث مقابلة مع باساييف. ردًا على ذلك، قالت وزارة الخارجية الروسية أن البث قد يساعد الإرهابيين في تحقيق أهدافهم، وطالبت الحكومة البريطانية بإلغاء البث. إلا أن مكتب وزير الخارجية البريطاني أجاب بأنه لا يستطيع التدخل في الشؤون الداخلية للقناة التلفزيونية، وبثت المقابلة كما كان مقررًا. في اليوم نفسه، ذكرت وسائل الاعلام الروسية أنه تم قتل شامل باساييف؛ وهو التقرير السادس عن مقتله منذ عام 1999.
وفي مايو 2005، أعلن باساييف عن مسؤوليته عن انقطاع التيار الكهربائي عن موسكو. إلا أن السلطات الروسية نفت ذلك. وفي مقابلة مع صحفي روسي، أعلن باساييف أن الحرب لن تتوقف قبل أن يذوق الروس مرارة الحرب التي قتل فيها 40,000 طفل شيشاني. تم بث المقابلة على شبكة ABC الأمريكية، مما جعل روسيا تمنع تلك الشبكة من العمل داخل روسيا في 2 أغسطس 2005.
وفي 23 أغسطس 2005، انضم باساييف مجددًا للحكومة الشيشانية، حيث تولى منصب النائب الأول لرئيس الحكومة وأمين لجنة الطاقة. وفي وقت لاحق من هذا العام، أعلن باساييف مسؤوليته عن الهجوم على نالتشيك عاصمة جمهورية قبردينو - بلقاريا الروسية. وقع الهجوم في 13 أكتوبر 2005؛ وأعلن باساييف أنه وقواته بقوا في المدينة لمدة ساعتين ثم غادروها. انتشرت شائعات عن مقتله خلال الهجوم، لكن هذا يتناقض مع الرسالة التي نشرها موقع «مركز القوقاز».
في مارس 2006، أعلن رئيس وزراء جمهورية الشيشان رمضان قديروف أن ما يزيد عن 3,000 شرطي يمشطون الجبال الجنوبية بحثًا عن باساييف. وفي 15 يونيو 2006، كرر باساييف الإعلان عن مسؤوليته عن التفجير الذي أودى بحياة أحمد قديروف، قائلاً أنه دفع 50,000 دولار لمنفذي العملية. وأعلن عن مكافأة قدرها 25,000 دولار لمن يأتي برأس رمضان، ساخرًا مما أعلن عنه رمضان قديروف.
وفي 27 يونيو 2006، عينه الرئيس دوكو عمروف نائبًا للرئيس. في 10 يوليو 2006 وفي بيانه الأخير، نقل عنه مركز القوقاز شكره لمجلس شورى المجاهدين في العراق لاختطافهم ثلاثة من الدبلوماسيين الروس في العراق، واصفًا إياه بأنه رد على اغتيال الدبلوماسي الشيشاني والرئيس السابق سليم خان يندرباييف.

## وفاته
في يوليو 2006، قتل باساييف وثلاثة آخرين في قرية إيكازهيفو، في جمهورية إنغوشيا المتاخمة للشيشان. وفقًا لوزارة الداخلية الإنغوشية، فقد تجمعت ثلاث سيارات وشاحنتان على مشارف القرية في وقت متأخر من ليلة 10 يوليو، ووفقًا لعدد قليل من الشهود، جاء رجال يرتدون بزات سوداء وأخذوا يحملون صناديق، وينقلونها من سيارة إلى أخرى، وعندئذ وقع انفجار هائل، أدى إلى مقتل باساييف وتناثر أشلائه. ويعتقد البعض أنه ذلك كان في إطار استلام كميات كبيرة من الأسلحة تم شراؤها من الخارج. تولى باساييف مهمة استلام الأسلحة وتوزيعها، وبينما هو يفحص لغمًا على الأرض، انفجر اللغم.
ادعى جهاز الأمن الفيدرالي مسؤوليته عن الحادث، وأن الانفجار كان مدبرًا عن طريق تفجير الشحنة بجهاز تحكم عن بعد، وهو ما يبدو من الصعب حدوثه، نظرًا لأن المكان كان شديد الظلام وفق شهود العيان، مما يجعل من الصعب تنفيذ هذا التفجير بهذه المثالية، حيث كان باساييف أقرب الأشخاص للغم، مما جعل الخبراء يعتقدون أن جهاز الأمن استهدف تدمير الشحنة لا تصفية باساييف.
تقول الرواية الروسية الرسمية حول مقتل باساييف، بأن جهاز الأمن الفيدرالي تعقب سيارة باساييف بطائرة بدون طيار، واستطاع تفجيرها بشاحنة محملة بالمتفجرات كان جهاز الأمن الفيدرالي قد أعدها مسبقًا، بواسطة جهاز تحكم عن بعد. كما ذكرت وكالة إنترفاكس الروسية نقلاً عن بشير أوشيف رئيس وزراء إنغوشيا أن الانفجار كان نتيجة انفجار شاحنة روسية ملغومة بالقرب من قافلة الأسلحة الشيشانية. ووفقًا للنسخة الروسية من مجلة نيوزويك، فإن مقتل باساييف كان على يدي جهاز الأمن الفيدرالي، لمنع وقوع هجوم مخطط إرهابي قبل أيام من انعقاد قمة مجموعة الثماني في سانت بطرسبرغ. وفي 29 ديسمبر 2006، أكد تشريح الأشلاء، أنها لباساييف.

## حياته الخاصة
تزوج باساييف أربع زوجات، الأولى امرأة شيشانية قتلت في التسعينات، والثانية أبخازية أثناء قتاله في أبخازيا، ثالثة تزوجها عام 2005. أما الزوجة الرابعة إلينا إرسينوييفا، فقد تزوجها سرًا، وقد أخفت هوية زوجها من أصدقائها وعائلتها. في أعقاب الكشف عن الزواج، اختطفت إلينا وقتلت على أيدي القوات الشيشانية الموالية للكرملين. كما أنجب شامل باساييف ولدين وثلاث بنات.

## التكريم
بعد وفاته، منح شامل باساييف أرفع الجوائز الشيشانية، حيث حصل على لقب «بطل الأمة»، كما منحه الرئيس الأبخازي فلاديسلاف أردزينبا وسام «بطل أبخازيا». وفي 6 أكتوبر 2007، منحه الزعيم دوكو عمروف رتبة الجنرال شرفيًا بعد وفاته.

## هوامش
- 1 قتل أباه شامل في 12 يناير 2002، في اشتباك مسلح مع الروس،[109] كما قتلت زوجته الأولى وطفله وشقيقته وأطفالها السبعة في 3 يونيو 1995، نتيجة القصف الروسي لمنزل عمه شامل باساييف، وقتل أخاه إسلام مسمومًا عام 1999. انتشرت أيضًا شائعات حول وفاة شقيقه شرفاني متأثرًا بجراحه في معركة الدفاع عن غروزني في ديسمبر 2000، وهو ما تم تكذيبه بعد ذلك، حيث تم نقله إلى تركيا لتلقي العلاج، وهو ما يزال مقيمًا في المنفى.[110][111]
- 2 ومن المفارقات أن الرجلين كانا في معسكرين متناقضين خلال حروب الشيشان، حيث تولى تاراموف تمويل الميليشيا الشيشانية الموالية لروسيا. في مقابلات أجريت في وقت لاحق، قال تاماروف أنه عيّن باساييف مجاملة لصديق لعائلته.
- 3 رفض الشيشانيون تلك المزاعم حول تعاون باساييف مع المخابرات العسكرية الروسية، ووصفوها بأنها محاولة متعمدة لتشويه صورته في أعين أنصاره.

## وصلات خارجية
- شامل باساييف على موقع مونزينجر (الألمانية)